# Constantin Roșu
Constantin Roșu (sinh ngày 26 tháng 5 năm 1990) là một cầu thủ bóng đá người România thi đấu cho Luceafărul Oradea ở vị trí tiền đạo.